# Leńcze (stacja kolejowa)
Leńcze – stacja kolejowa w Leńczach, w województwie małopolskim, w powiecie wadowickim. Według klasyfikacji PKP ma kategorię dworca lokalnego.

## Ruch pasażerski

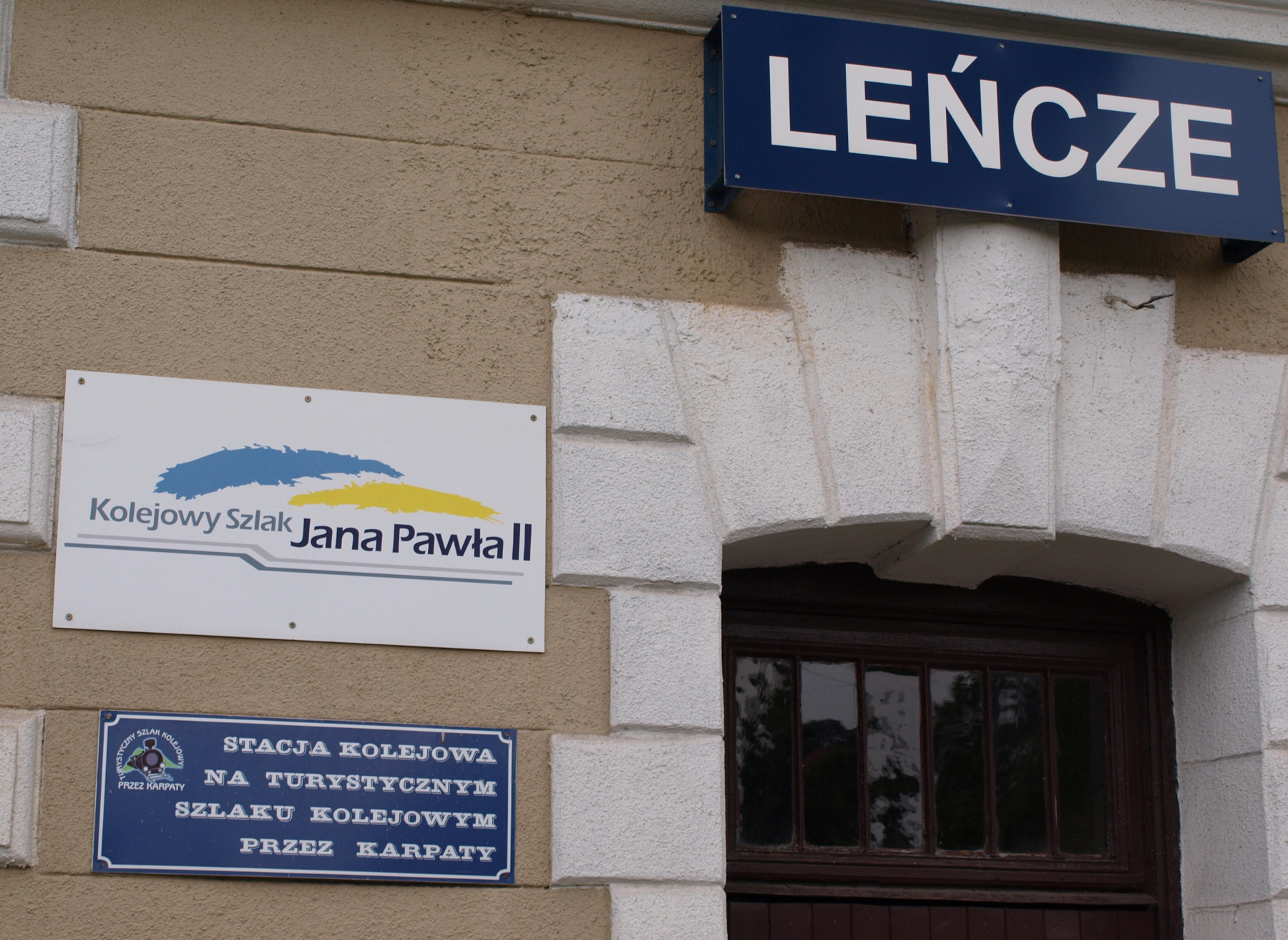

| Rok  | Wymiana pasażerska na dobę |
| ---- | -------------------------- |
| 2017 | 150-199                    |
| 2022 | 150-199                    |